# Актех
АкТе́х — российская компания, производитель автомобильных аккумуляторов «Актех», «Зверь», «Орион», «Solo» и «Duo Extra». Полное наименование — ЗАО «Аккумуля́торные Техноло́гии». Штаб-квартира компании расположена в Свирске.

## История
- 1999 — команда управленцев приобрела крупнейшую из свирских аккумуляторных компаний завода «ВостСибЭлемент», получившую название «АкТех»[2].
- 2000 — начало поставок на «АвтоВАЗ», «ГАЗ».
- 2001 — АКБ «Актех» стали лауреатами конкурса «100 лучших товаров России»[3], начало поставок на «УАЗ».
- 2003 — контракт на поставку продукции для Министерства Обороны РФ, вступление в европейскую ассоциацию производителей аккумуляторов EUROBAT[4], начало экспортных поставок[5]. Компания «Аккумуляторные технологии» вышла на второе место по объёмам производства аккумуляторов в России[6] по итогам года.
- 2004 — начало строительства металлургического комплекса «Эколидер»[7], начало поставок на «УралАЗ».
- 2005 — установлено современное оборудование компании «SOVEMA»[8].
- 2007 — эксперты журнала «За рулём» признали аккумуляторы «Актех» и «Зверь» лучшими аккумуляторами в России[9], начало поставок на «ИжАвто», «KIA», «Hyundai», начало экспортных поставок АКБ в дальнее зарубежье[10][11].
- 2008 — АКБ «Зверь» заняли первое место в тесте «За рулём» среди российских АКБ и четвёртое общее[12], в первом полугодии компания «АкТех» удовоила производство автомобильных аккумуляторов[13], начало поставок на «Северсталь ISUZU».
- 2009 — испытание аккумуляторов компании «АкТех» на чемпионате Ралли Россия 2009[14], АКБ «Зверь» вновь заняли первое место среди российских марок в тесте журнала «За рулём»[15].
- 2010 — АКБ «Зверь» был назван лучшим российским аккумулятором после очередной победы в тесте журнала «За рулём»[16]. Обновление марки «Актех».
- С 1999 года компания «Аккумуляторные Технологии» выпустила более 10 млн автомобильных аккумуляторов.

## Санкции
12 декабря 2023 года, на фоне вторжения России на Украину, предприятие включено в блокирующий санкционный список США против компаний поставляющих продукцию для российской военно-промышленной базы, как компания производящая аккумуляторы используемые российскими автопроизводителями и Министерством обороны России.